# Kyllinga peteri
Kyllinga peteri là loài thực vật có hoa trong họ Cói. Loài này được (Kük.) Lye mô tả khoa học đầu tiên năm 1981 publ. 1982.